# Bruce H. Mahan
Bruce H. Mahan, né le 17 août 1930 à New Britain, Connecticut, et mort le 12 octobre 1982 à Berkeley, Californie, est un physicien et professeur de chimie à l'université de Californie à Berkeley, connu pour ses travaux sur les principes fondamentaux des réactions chimiques et son dévouement à l'enseignement de la chimie,. Il était le conseiller doctoral du lauréat du prix Nobel Yuan T. Lee.

## Enfance
Bruce Mahan est né le 17 août 1930 et était le fils d'Arthur E. Mahan et de Clara Blanche Gray Mahan et a grandi en New Britain, dans le Connecticut. Il était le plus jeune de trois enfants.

## Harvard
Il est entré à Harvard College en 1948 sur une bourse et a obtenu un diplôme AB en chimie en 1952 ; il était considéré comme l'un des meilleurs étudiants. Il poursuivit son travail de doctorat à Harvard en travaillant avec le physicien George Kistiakowsky sur la photolyse du méthylcétène. Il obtient son doctorat en 1956.

## Berkeley
Mahan a été recruté en tant qu'instructeur au département de chimie de l'université de Californie à Berkeley en 1956 et il y est resté tout au long de sa carrière. En 1959, il était professeur adjoint et devient directeur du département en 1968.
Les recherches de Mahan concernaient le domaine de la cinétique et de la photolyse en phase gazeuse, en particulier la chimie des ions en phase gazeuse et le transfert d'énergie. Le Dr Yuan T. Lee a obtenu son doctorat en 1965 sous sa direction, et remporte le prix Nobel de chimie en 1986.
Il a été diagnostiqué d'une sclérose latérale amyotrophique en 1975 et est décédé le 12 octobre 1982 à l'âge de 52 ans.

## Publications
Mahan a publié Elementary Chemical Thermodynamics en 1963 et University Chemistry en 1965. Ce dernier a été décrit par Ignacio Tinoco (en) comme « la référence pour tous les étudiants de première année d'études supérieurs jusqu'à aujourd'hui. ».

## Récompenses et honneurs
Il était boursier Sloan de 1963-1965 et a reçu la médaille d'or California Section Award de l'American Chemical Society en 1968 ; il est élu à l'Académie nationale des sciences en 1976.
La Chaire Bruce H. Mahan en physique chimie a été créée en 2005 et était tenue par David Chandler jusqu'à sa mort. Le prix d'enseignement Bruce H. Mahan est décerné à des professeurs de chimie exceptionnels à l'université de Californie à Berkeley.